# Русское традиционное жилище

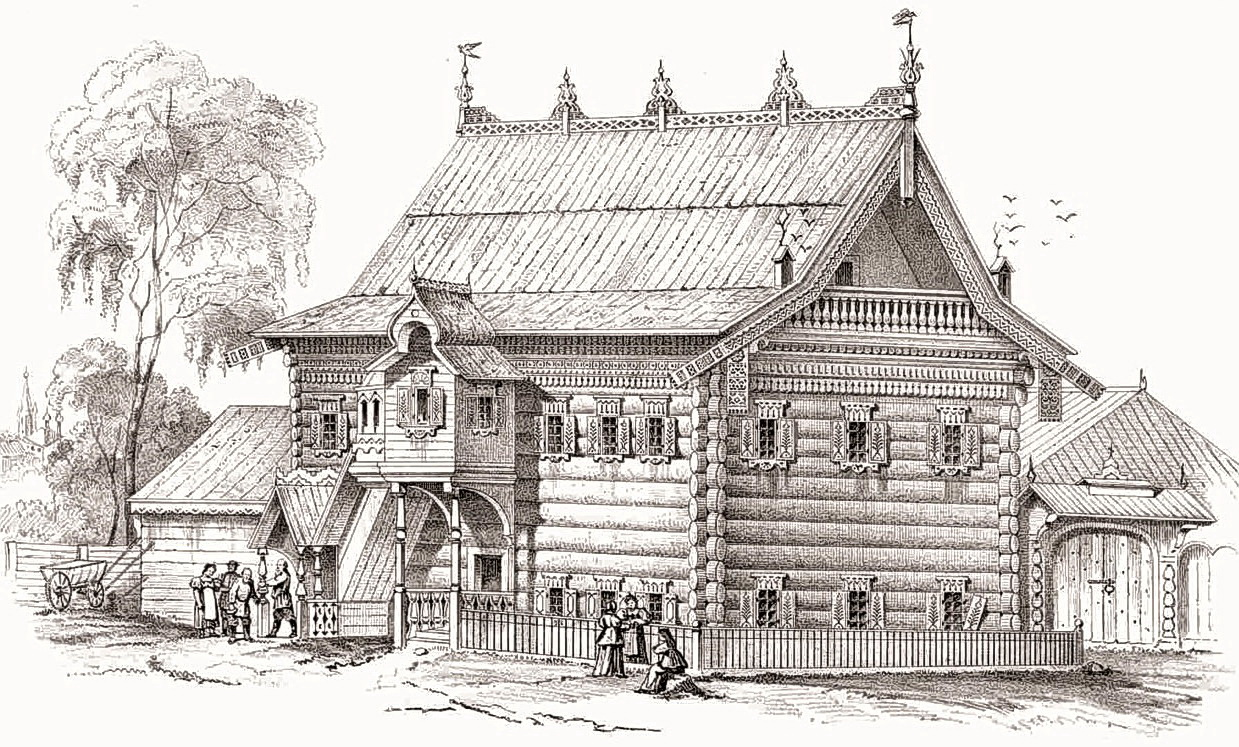
Дом в деревне Вичуга Костромской губернии. 1838

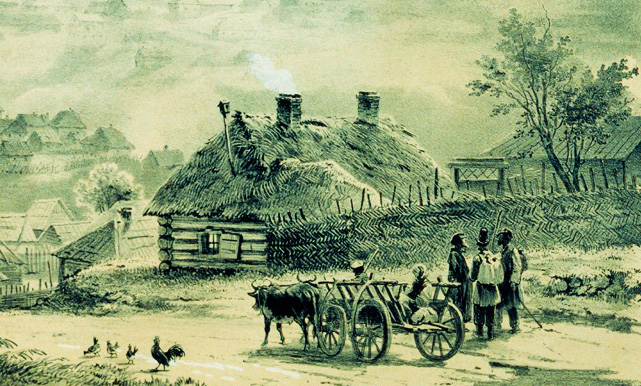
Хата — южно-русский тип жилья. Воронеж, XIX в.

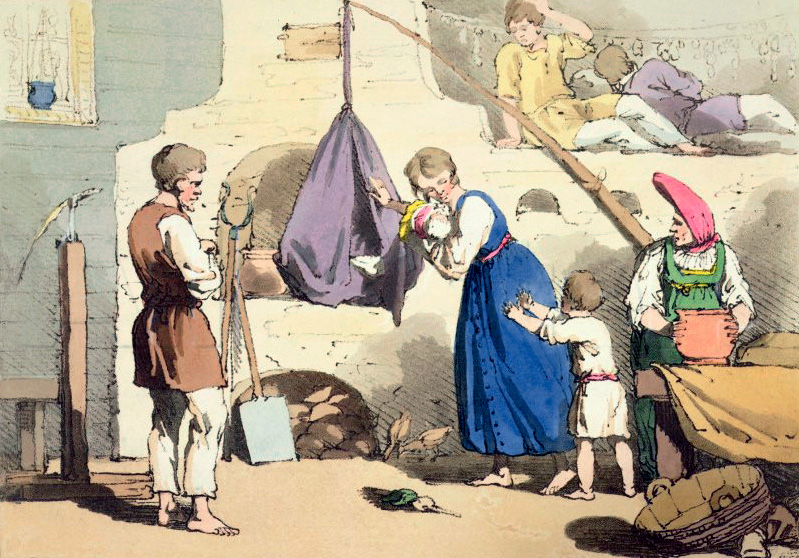
Дж. Аткинсон. Изба. 1803

Русское традиционное жилище в русской традиционной культуре, широко бытовавшей ещё в конце XIX — начале XX веков, представляло собой сооружение из дерева — избу, построенную по срубной или каркасной технологии.
Реже, в основном, на юге, бытовали каменные, глинобитные жилища. В традиционном виде к настоящему времени почти не встречается, но его традиции сохраняются в архитектуре сельского жилища, а также в дачном строительстве.

## Клеть
Основа русского национального жилища — клеть, прямоугольный крытый однокомнатный простой бревенчатый дом без пристроек (сруб) или хибара. Размеры клетей были небольшими, 3 на 2 метра, оконных проёмов не было. Высота клети была в 10—12 брёвен. Крылась клеть соломой. От слова клеть происходит слово клетка.
Наши предки лезли в клетиСаша Чёрный
В Синодальном переводе Библии «клеть» переведена как «комната». В отличие от избы, клеть могла не иметь отопления, и её использовали не только для жилья, но и для хранения припасов (кладовка, где обитал клетник, или сарай). Отапливаемая клеть называлась изба. У богатых домовладельцев большая клеть называлась гридница. Спальня называлась ложница, или одрина. Божница — домовая церковь.
Клеть устанавливалась на подошве, то есть прямо на грунте, на столбах, режах и обрубах. Реж и обрубы — прообраз фундамента. Брёвна, как и в строениях финно-угорских и балтских народов, связывались в обло, в присек, в лапу, в замок, в ус. Брус связывался в ус, в брус, в косяк, в угол. Один ряд из брёвен или брусьев — венец. Высота клети измерялась в венцах, например, «вышиною на пятом венце». Брёвна прокладывались мхом, такое строение называлось «во мху». Полы укладывали на клади, или лежни. В подклетах пол мог быть бревенчатым или земляным. Богатые люди утепляли хоромы низкокачественным льном, пенькой, паклей. Стены и потолки обивали полотном или войлоком. Внутренняя отделка клети называлась «нарядить нутро». Внутренние стены обшивались тёсом или липовыми досками. Потолок (подволока) укладывался на матицы. Потолок из колотых пополам брёвен или брусьев. Потолок обмазывали глиной. Поверх потолка для утепления насыпали просеянную землю.

## Изба

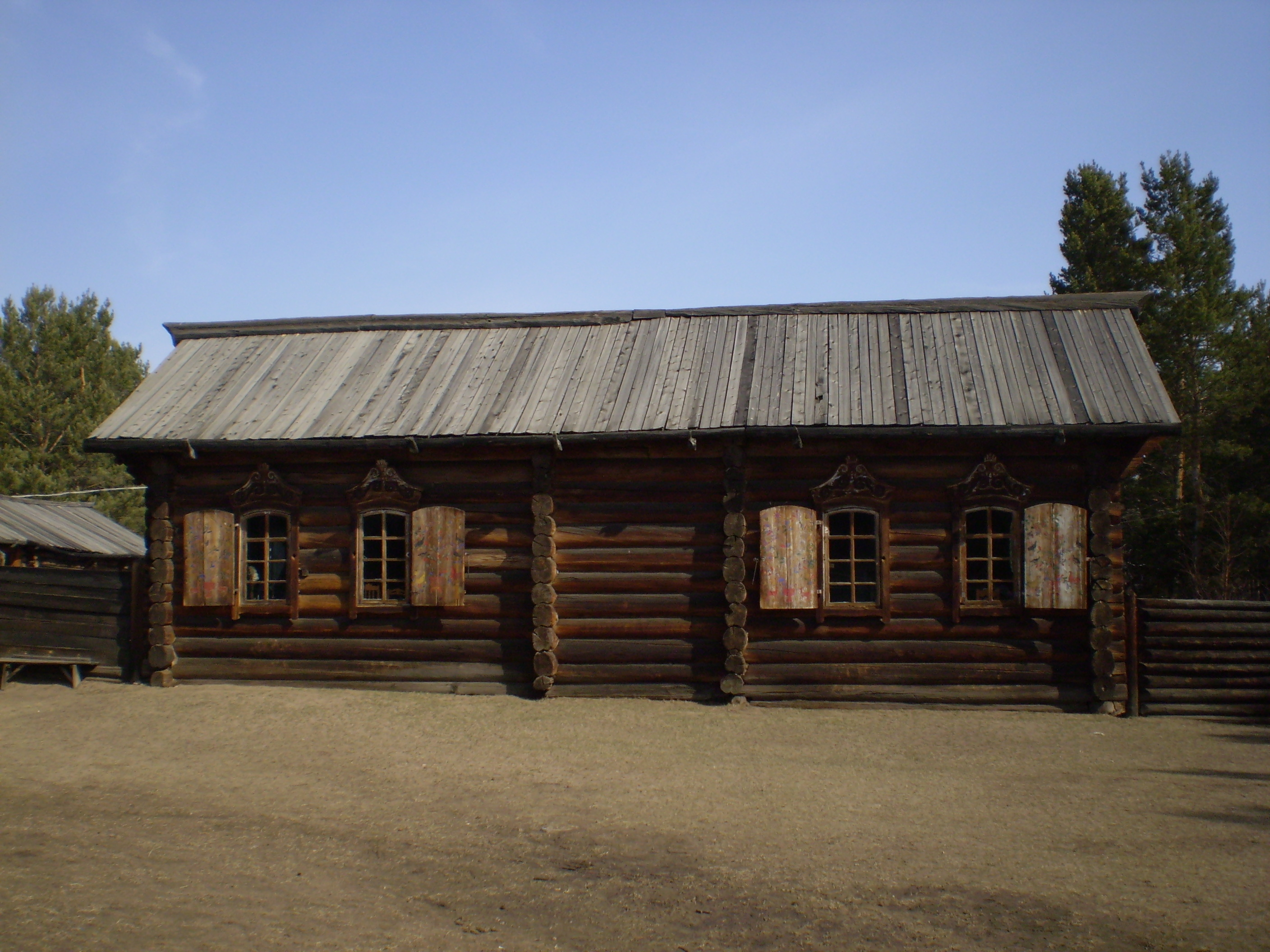
Изба-связь. Две клети-избы связаны в середине сенями. Этнографический музей народов Забайкалья

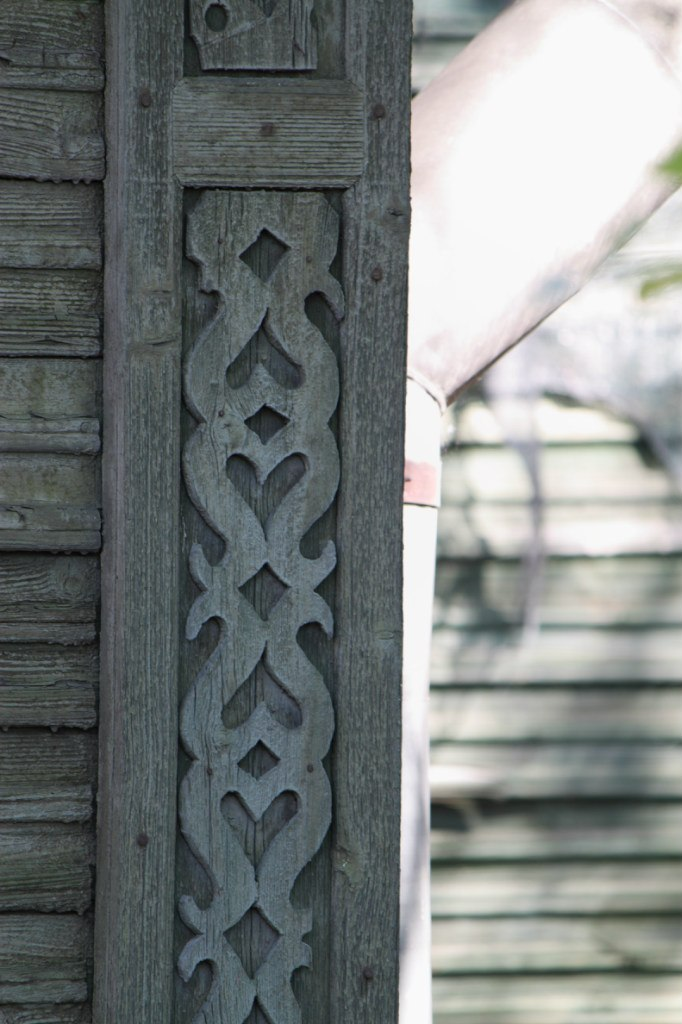
Резьба по дереву в оформлении внешнего угла дома в Санкт-Петербурге (Невский район)

Изба — клеть с печью. У бедных людей избы были чёрными и позёмными, то есть установленные прямо на земле. Четверть площади избы занимала русская печь, вдоль стен располагались лавки. На стенах помещались полки. Очень поздно (XIX век) в интерьер избы вошли стулья и шкафы.
Окна у чёрной избы от 6 до 8 вершков длины, 4 вершка ширины — предназначены для выпуска дыма. Располагались почти под потолком, рам не имели. Такие окна назывались волоковыми — их заволакивали доской или специальной крышкой. У зажиточных людей напротив избы устанавливалась клеть с волоковыми окнами — летнее жилище. Крытый переход между избой и клетью — сени. Под клетью располагался глухой подклет (мшаник), в котором содержался скот или устраивалась кладовая.
У богатых людей избы были белыми — с дымоходом. Под влиянием города в XVIII—XIX веках распространились большие окна с резными наличниками.

## Хоромы
Хоромы — совокупность строений в одном дворе. Все строения ставили отдельными группами, которые соединялись сенями или переходами. Таким образом, хоромы состояли из нескольких особняков. Цари (князья) жили на верхних этажах. Нижние этажи вначале назывались порубы, а потом подклет. Хоромы строились без определённого плана. Избы, горницы, сени, крыльца пристраивались к существующим зданиям по мере необходимости и там, где это было удобно хозяину. На симметрию здания внимания не обращали. Большие хоромы укрепляли железом: скобами, наугольниками, подставами и так далее. Хоромы делились на:

### Покоевые хоромы
Покоевые (постельные) хоромы — жилые помещения. Обычно три или четыре горницы: передние сени, крестовая, или моленная, и постельная. Кроме этих помещений, могли ещё быть: передняя комната, задние сени и другие. Нередко комнаты не имели специальных названий, а назывались третья (после передних сеней и передней), четвёртая и так далее. Мыльня (баня) зачастую располагалась в подклете покоевых хором. Княгинина половина, хоромы детей и родственников ставились отдельно от хором хозяина и соединялись переходами и сенями. Покоевые хоромы устраивались в глубине двора.

### Непокоевые хоромы
Непокоевые хоромы — нежилые помещения для торжественных собраний, приёмов, пиров и так далее. Непокоевые хоромы состояли из больших помещений. Их устраивали в лицевой части хором, перед жилыми хоромами. Помещения непокоевых хором назывались гриднями, столовой избой, повалушей, горницей. Около 200 лет зал Грановитой палаты площадью 495 м² оставался самым большим залом в русской архитектуре.

### Хозяйственные постройки
Третья часть хором — хозяйственные постройки: конюшни, амбары, портомойни (прачечные), оружейные, стряпные избы и так далее. Для сушки белья над портомойнями строили открытые обрешеченные терема.

## Подклет

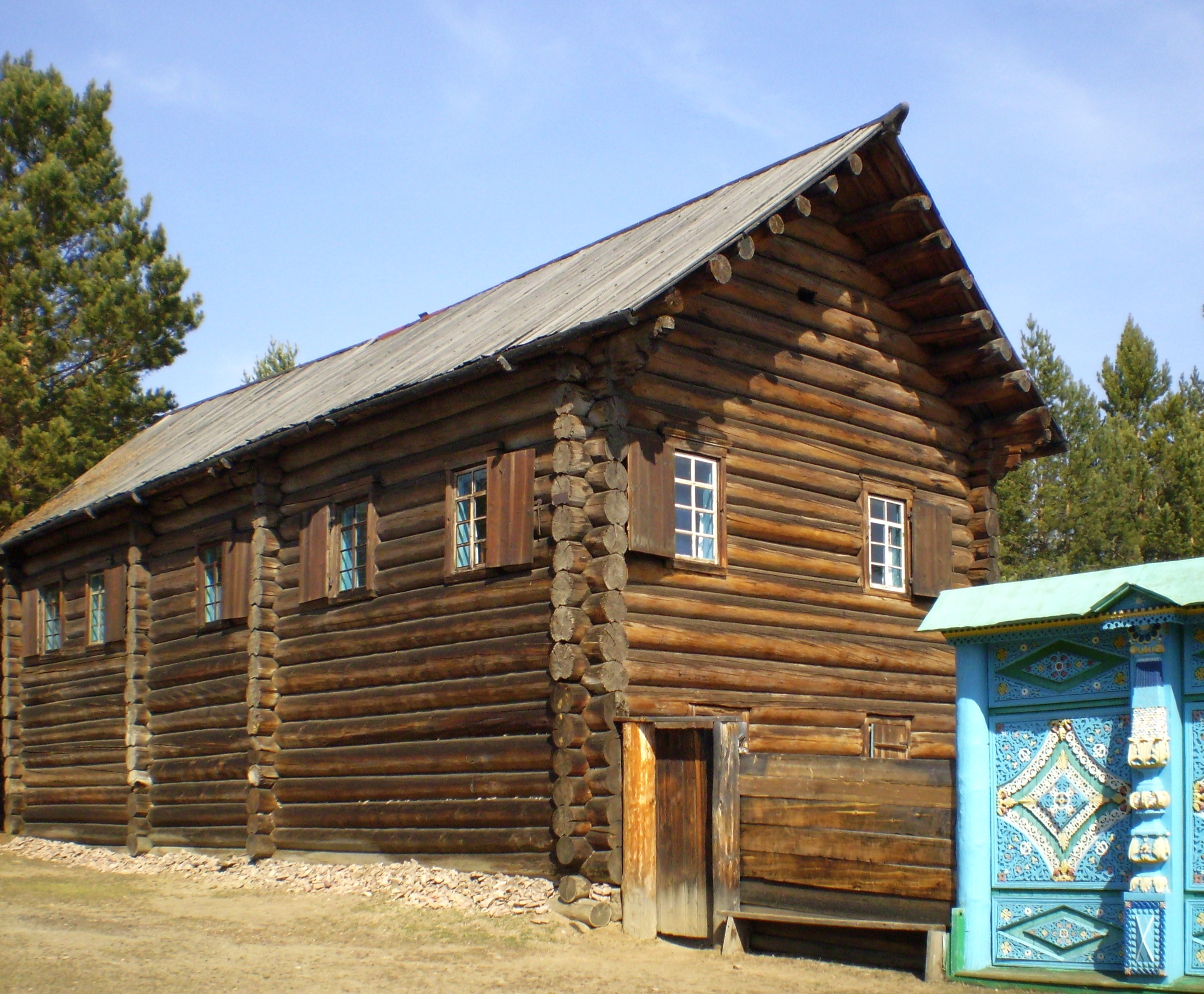
Двухэтажный дом на нежилом подклете. С наружной стороны стена подклета без окон. Вторая половина XIX века. Этнографический музей народов Забайкалья

Подклет — нижний этаж дома, хором. В подклете жили слуги, дети, дворовые служители. В подклетах размещались погреба. Скотница — кладовая с казной, то есть имуществом. Князи и цари устраивали казну в подклетах каменных церквей. Жилые подклеты с волоковыми окнами и печами, нежилые — с глухими стенами, зачастую без дверей. В таком случае вход в подклет устраивался со второго этажа.

## Окна

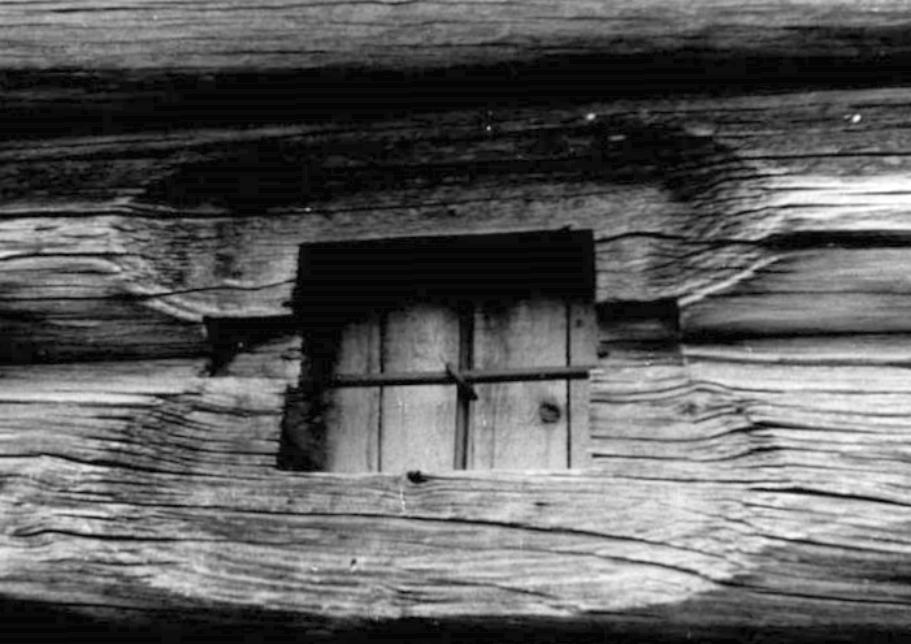
Волоковое окно

В XIV веке в наземных срубных жилищах появились прямоугольные маленькие окна, высотой в диаметр одного бревна сруба, вырубленные в двух расположенных друг над другом брёвнах. Их принято называть волоковыми окнами, так как в старину они изнутри задвигались деревянными дощечками — волоками.

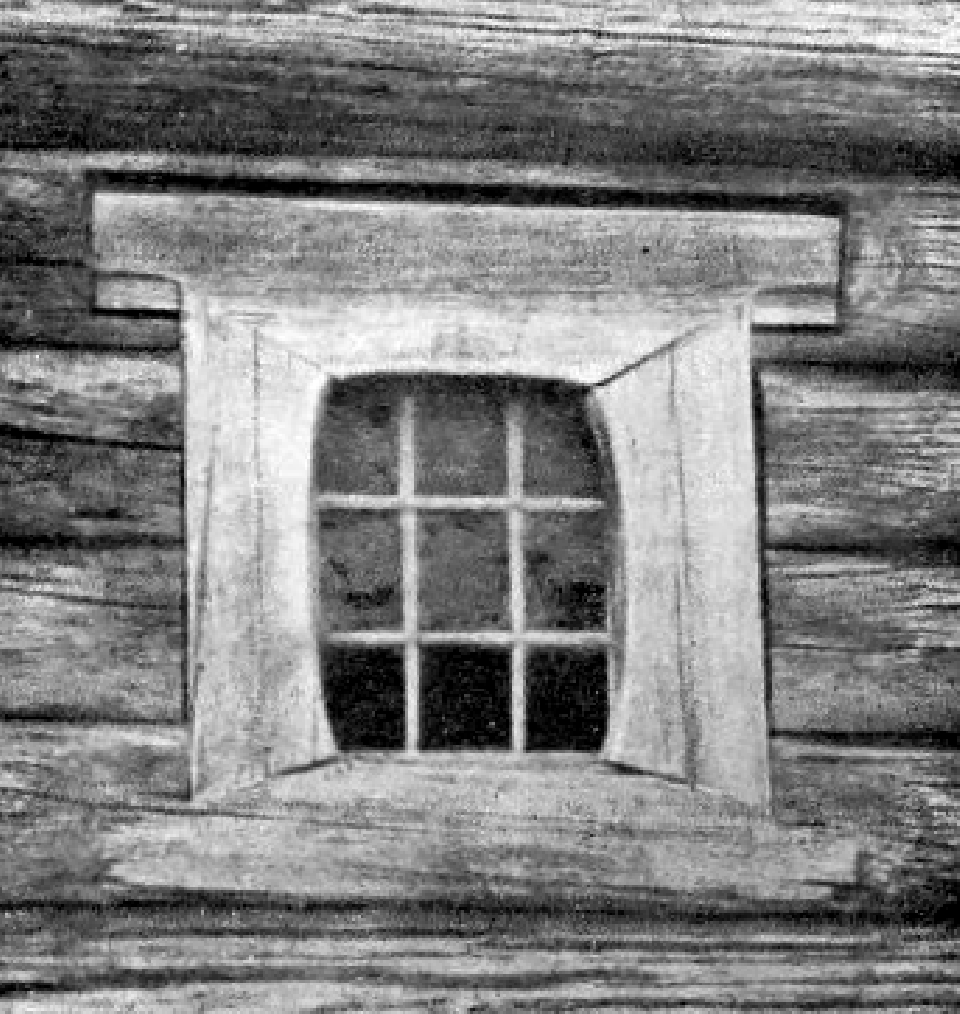
Косящатое окно

Красное окно (также косящатое окно) — большое окно с рамой (косяками) с застеклённым переплётом. Красные окна по сравнению с волоковыми — больше по размеру (обычно не менее трёх брёвен в высоту), параднее, дороже. Название «красное» окно получило не только из-за того, что обычно эти окна были украшены деревянной резьбой, но также и потому, что через такие окна в дом проникало много света. Название косящатое было связано с работой плотника — проём окна вырубался косо: снаружи он был шире, чем проём на стене изнутри, такие окна получили распространение в Рязанской и Архангельской губерниях.
Тем не менее, в XIII—XV веках в бедных домах с курной печью люди обходились даже без волоковых окон, сберегая тепло.

## Горница
Горница — чистая комната в крестьянском жилище у народов Восточной Европы.
Горница устраивалась на втором этаже — над подклетом. Само слово горница означает горнее (ср. гора), то есть высокое место. Горенка в письменных источниках упоминается с 1162 года.
Эх, да уж как Ванюшка

По горенке похаживаетнародная песня «Порушка-Параня»

## Светлица
Светлица (также светёлка) — горница с красными окнами. Окон в светлице было больше, чем в горнице. Светлица — самая светлая, освещённая комната жилища. Окна в светлице прорубались в трёх или всех четырёх стенах. В горнице окна устраивались в одной или двух стенах. И в светлице, в отличие от горницы, нет печи, точнее, топочной части печи. Только тёплый печной бок или дымоход, заштукатуренный и побелённый или раскрашенный. Светлицы чаще всего устраивались на женской половине дома. В светлице не стряпали; это была белая изба, расположенная через сени от чёрной; светёлка могла быть на втором этаже или в виде вышки, могла и быть отдельно стоящим срубом. В чистой и светлой комнате занимались рукоделием, оттого образовался термин «ткацкая светёлка» — специальное помещение или отдельная изба, где происходило кустарное ткацкое производство.

## Терем

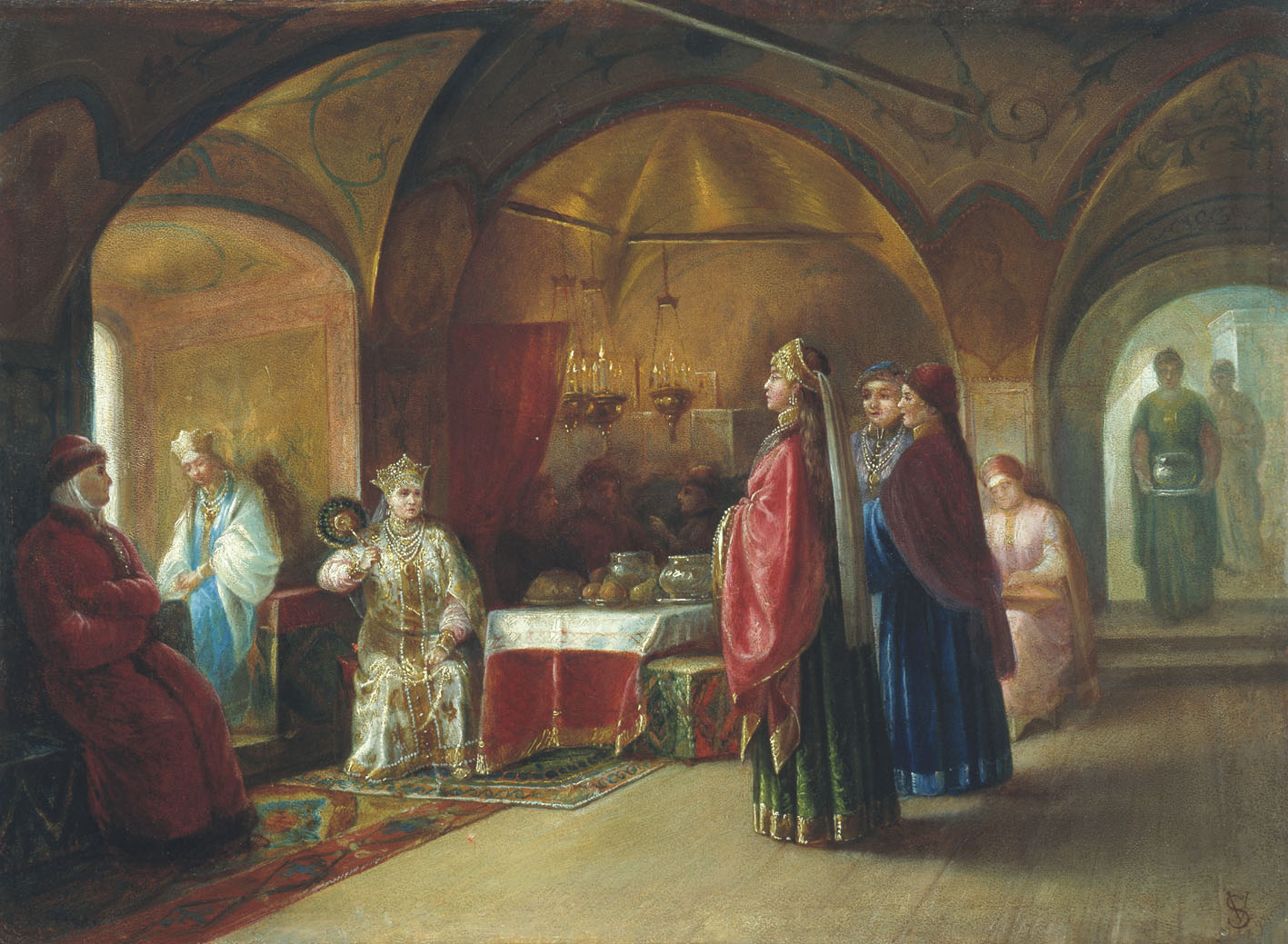
М. П. Клодт «Терем царевен» (1878). Пермская государственная художественная галерея

Терем (чердак-чертог, вышка) — третий (или более высокий) этаж хором, расположенный над горницей и подклетом. В теремах красные окна устраивались во всех стенах. К теремам пристраивались башенки — смотрильни. К терему всегда применялся эпитет «высокий». Вокруг теремов устраивали гульбища — парапеты и балконы, огороженные перилами или решётками.

## Сени
Сени — крытое пространство (переходы) между клетями, избами, горницами. Сени были неотъемлемой частью княжеских хором, поэтому зачастую княжеский дворец в древности назывался сенями, сенницей. В XVI и XVII веках было распространено выражение «у государя на сенях». Сенник — неотапливаемые сени, с небольшим количеством волоковых окон. В летнее время использовался как спальня. На крышу сенника не насыпалась земля, как это делалось в отапливаемых помещениях. Сенники использовали для устройства брачной постели. Земля над головой не должна была напоминать о предстоящей смерти. На женской половине дома сени устраивали большего размера. Они использовались для девичьих игр и развлечений. В сенях устраивали кладовые, над сенями настраивали вышки, а снизу подсенье. Сени, расположенные вне общей крыши, не покрытые, или крытые навесом назывались переходом или крыльцом.

## Кровля

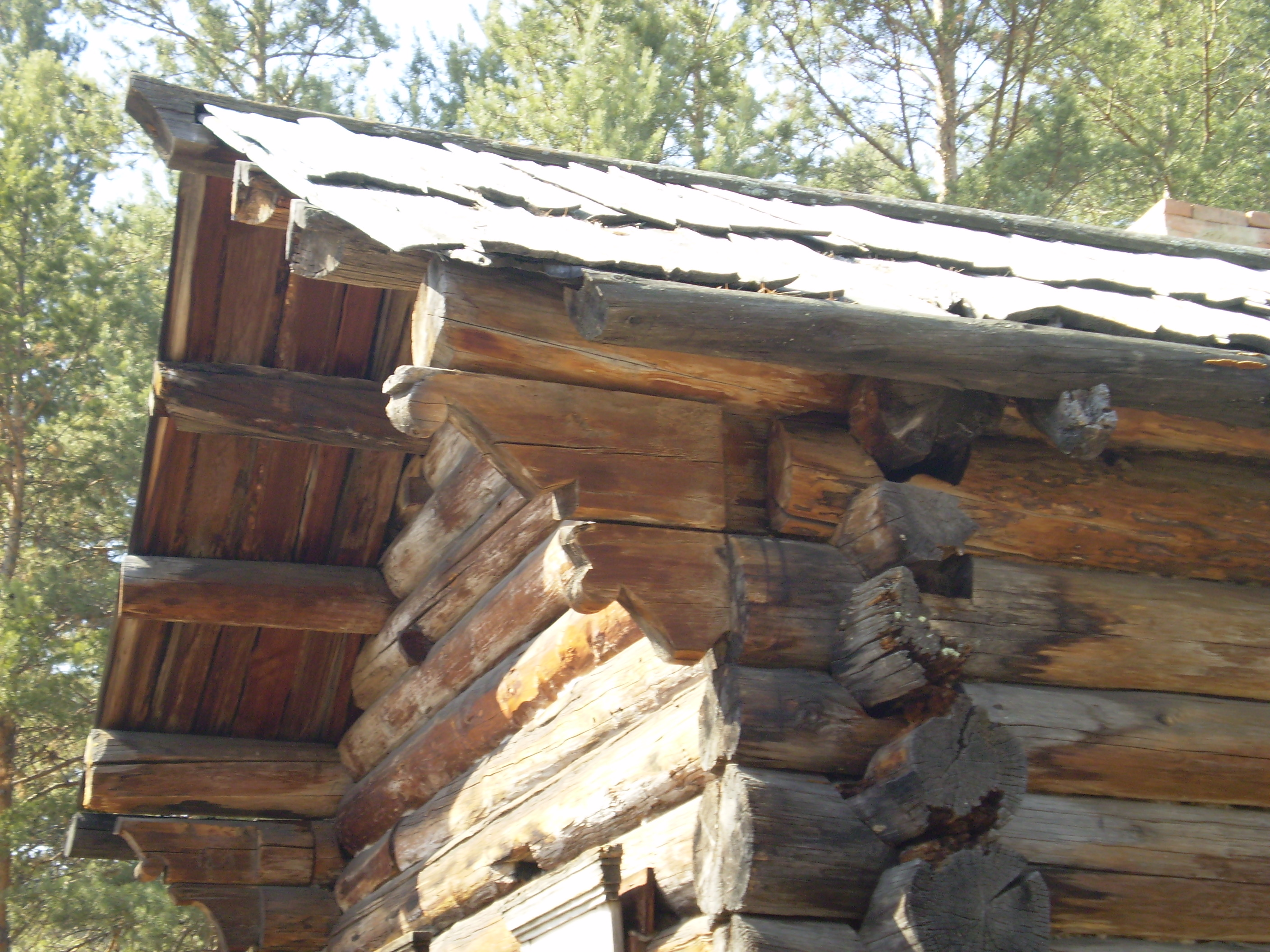
Двускатная кровля. На крючках курицы лежит водосток. 1861 год постройки. Этнографический музей народов Забайкалья

Кровлю связывал продольный брус — князь (князёк) или конь (конёк). К этому брусу крепились стволы деревьев с закрючинами — курицы. На крючья курицы укладывали свесы, водостоки. Кровля обрешёчивалась и накрывалась тёсом и берестой. В хоромах кровля устраивалась шатром — со скатами на четыре стороны. Под князем устанавливался бык. Также кровли сводились в виде бочек и кубов. Зачастую в одном хороме сочетались все виды кровли. Крыши часто делались с изломом внизу — с полицами. Полицы также могли располагаться между этажами, они делались из досок с фигурным окончанием. Кровля перекрывалась мелкой решёткой, и сверху накрывалась «в чешую». Кровля в чешую обычно окрашивалась в зелёный цвет. На вершине кровли устраивалась прапорица — флюгер, на князе устанавливались резные гребни. Верхние чердаки строились не только на четыре, но и на шесть и восемь стен.

## Лестницы
Крыльцо для клетей устанавливались на брёвнах, или на подрубах. Лестницы клали на тетиву, на которую устанавливали ступени. Лестницу переламывали — то есть устраивали отдыхи (площадки). Лестницы почти всегда огораживали перилами с балясинами или решётками. В больших хоромах под лестницей устраивали рундук.

## Ворота

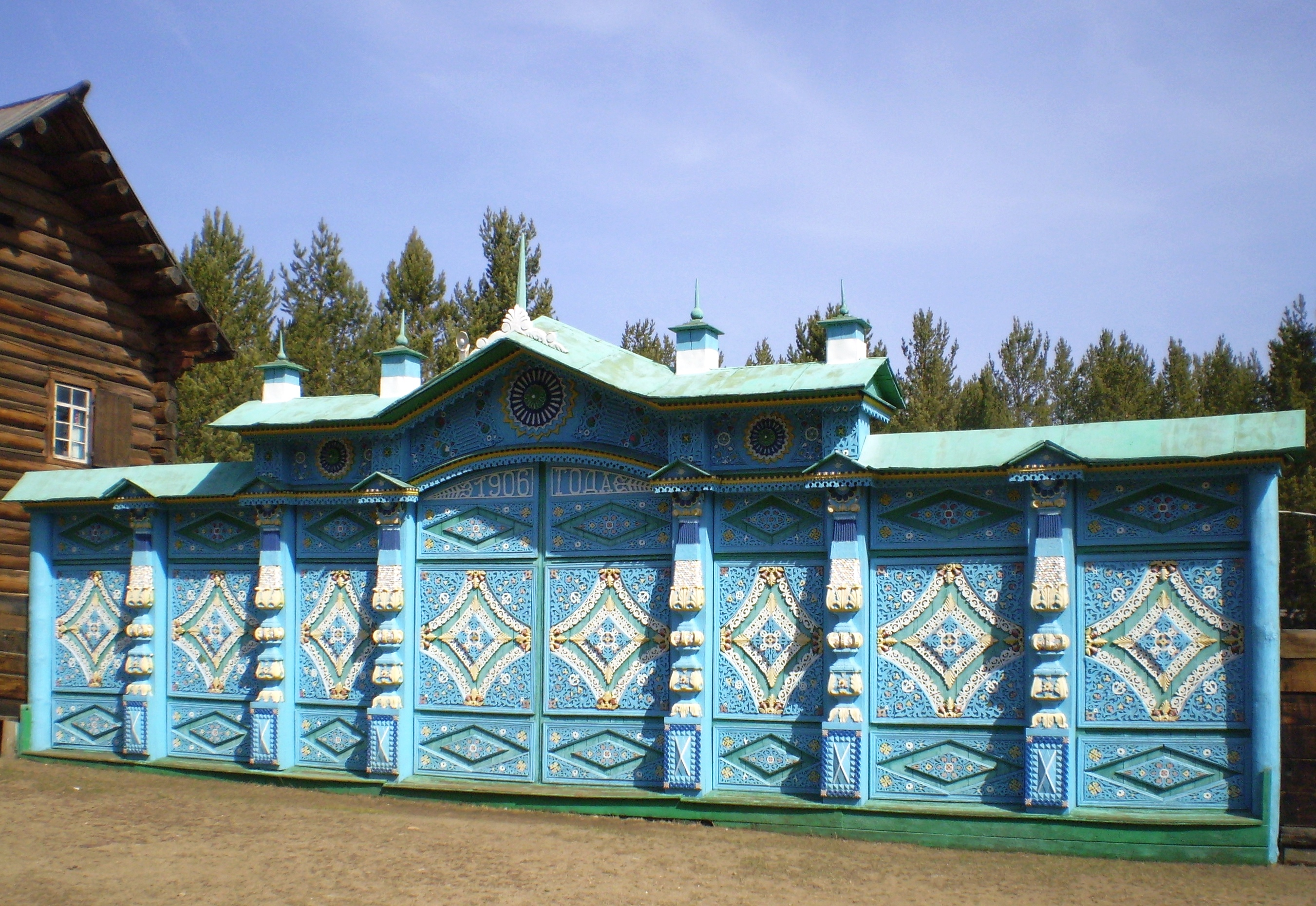
Тройные ворота с кровлей. 1906 год. Этнографический музей народов Забайкалья

Двор обносили забором — заплотом. Заплот устраивали из тёсанных брёвен. Ворота устанавливали на столбы, или столбицы. Ворота в один щит, в богатых домах — в два щита с калиткой. Иногда устраивались тройные ворота — с двумя калитками. Ворота покрывались небольшой кровлей с полицами (водостоками). Князёк крыши украшался башенками, шатриками, бочками, резными гребнями. По богато украшенным воротам судили о богатстве хозяина дома. Над воротами с наружной и внутренней стороны устанавливали иконы или крест. Например, над Спасскими воротами Спасской башни имеется ниша с иконой Спаса Нерукотворного.
В воротах могли устраивать смотровое окно. Глухие ворота — ворота без каких-либо украшений и отверстий.

## Окна
Окно, оконце происходило от слова око (глаз). Рамы красных окон окрашивали краской. На рамы натягивали паюсный мешок рыб (откуда паюсная икра) — такое окно называлось паисным. Также использовался бычий пузырь, слюда (такие окна назывались слюдяные окончины), промасленная ткань. До XVIII века стеклянные окна (стекольчатые оконницы) употреблялись редко. Красные окна — подъёмные и отворные, волоковые окна — отворные и задвижные. Рама слюдяных окончин состояла из четырёх металлических прутов. В центре окна в свинцовый переплёт размещали самый большой кусок слюды в виде круга, вокруг располагались мелкие куски слюды разной формы и мелкие обрезки. В XVII веке слюдяные окна начали расписывать. Стекольчатые оконницы изготовлялись так же, как и слюдяные: в металлической раме и свинцовом переплёте. Применялось и цветное стекло с росписью красками.
Для защиты от холода и ветра применялись вставни, или ставни. Вставни обивались сукном, они могли быть глухими, или со слюдяными оконцами. Ночью и в морозы окна изнутри закрывались втулками. Втулка — щит размером, совпадающим с окном. Обивался войлоком и сукном. Щиты просто втулялись, или навешивались на петли и закрывались. Окон обычно три на одной стене. Окна завешивались завесами из тафты, сукна и других тканей. Завесы подвешивались к проволоке на кольца. Зачастую все три окна на одной стене задёргивались одной завесой.
Также окна были расположены достаточно высоко над землёй. Это помогало сохранять тепло в доме, сугробы не достигали уровня окна, а также это служило защитой от диких животных.

## Украшения

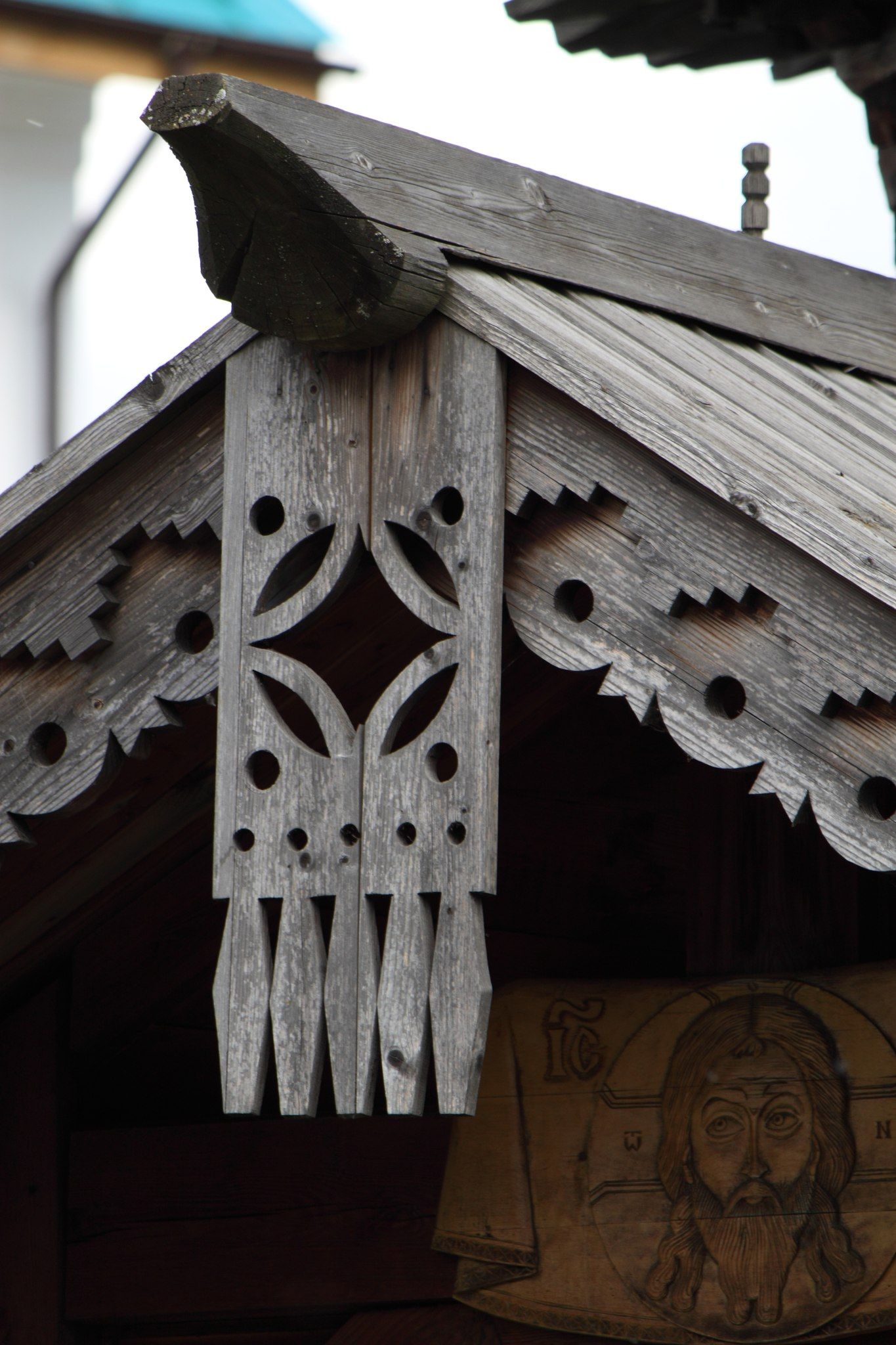
Полотенце — пример домовой резьбы (Петербург, Купчино)

Частым украшением русского национального жилища была резьба по дереву (домовая резьба), которой украшались наличники на окнах, ставни, фронтон (чело) и балясины крыльца. Отчасти резьба напоминала славянскую вышивку и, видимо, служила магическим целям. Изображались стилизованные животные (петушки, коньки). По форме орнамент делился на геометрический и растительный. Геометрический орнамент состоял из ромбиков, равносторонних крестиков, квадратики, треугольничков, кружков. Растительный орнамент содержал более плавные формы. По исполнению резьба могла быть глухой и сквозной.

### Внутреннее убранство
Характерной чертой русского жилища была божница в красном углу, где помещались иконы (образа). Перед иконами висела лампада, а сами иконы иногда украшались вышитыми рушниками. Этнографы предполагают, что традиция красного угла имеет дохристианское происхождение, причем раньше вместо икон на полку ставили деревянное изображение (чурку) домового. Неотъемлемой чертой русского жилища была русская печь с лежанкой и полатями. Укрытый скатертью стол украшал самовар, вокруг которого собирались на чаепитие.
Не красна изба углами, а красна пирогамиНародная пословица

## Строительные профессии
Плотники зачастую назывались рубленниками. Глава плотничьей артели — плотничий староста. Каменных дел подмастерье, муроль — архитектор. Вымышленник — инженер.

## Музеи
Образцы русской национальной архитектуры представлены в музеях:
- Витославлицы — Великий Новгород;
- Иркутский архитектурно-этнографический музей «Тальцы»;
- Музей-заповедник «Кижи»[10] — Карелия;
- Архитектурно-этнографический музей «Хохловка» — Пермь;
- Малые Корелы — Архангельск;
- Этнографический музей народов Забайкалья — Улан-Удэ.
- Архитектурно-этнографический музей Вологодской области.
- Мещёрский Музей деревянного зодчества имени В. П. Грошева
- Нижне-Синячихинский музей-заповедник деревянного зодчества и народного искусства
- Архитектурно-этнографический музей-заповедник «Щелоковский хутор» — Нижний Новгород
- Музей деревянного зодчества в Суздале.
- Костромская слобода (музей-заповедник)